# Paul Creston
Paul Creston, pseudonimo di Giuseppe Guttoveggio (New York, 10 ottobre 1906 – San Diego, 24 agosto 1985), è stato un compositore e pianista statunitense.

## La vita
Nasce da genitori siciliani, e proprio a questa esposizione alla musica folkloristica siciliana e alle danze è dovuto il suo "risveglio musicale".
Comincia così a prendere lezioni di musica, sorpassando in breve tempo il suo maestro e trovando un proprio stile. Ma proprio quando le cose andavano per il meglio fu obbligato ad abbandonare la scuola e le lezioni di musica per aiutare economicamente la famiglia.
Così come tanti altri figli di immigrati, anche Giuseppe "americanizzò" il suo nome e scelse come nuova identità quella di Paul Creston. 
Lavorò come banchiere e nelle assicurazioni senza mai abbandonare del tutto la composizione ed il pianoforte, rimanendo sveglio la notte per esercitarsi.

Questo desiderio di auto-miglioramento lo portò a realizzarsi come musicista. Di grande stimolo fu l'incontro con Henry Cowell.
Da teorico, fece ricerche scrupolose sulla storia della musica e sull'acustica.
Il suo credo estetico assegnava alla musica un modo pianificatore e spirituale e la sua principale regola compositiva sarà l'integrazione degli elementi musicali verso un complesso unificato.

Tra le sue opere più eseguite ci sono quelle per sassofono: la “Sonata” op.19 del 1939 per sassofono contralto e pianoforte,  il “Concerto” per sassofono contralto e orchestra di fiati del 1941, la “Suite” op.6 per sassofono contralto e pianoforte.
Nel 2008 Marco Ciccone ha realizzato una versione per sassofono e orchestra della Sonata op.19.

## L'opera

### Musica per orchestra
- Chant of 1942 (1943)
- Choreographic Suite, op. 86b (1965)
- Chthonic Ode (1966)
- Corinthians XIII, (Tone Poem), op.82 (1963)
- Dance Overture (1954)
- Evening in Texas
- Frontiers (1943)
- Janus, op. 77 (1959)
- Introit, (Hommage à Pierre Monteux) (1965)
- Invocation and Dance (1953)
- Kangaroo Kaper
- Pastorale and Tarantella (1941)
- Pavanne Variations (1966)
- Prelude and Dance (1941)
- A Rumor (1941)
- Airborne Suite (1966) 
  1. Evening in Texas
  2. Sunrise in Puerto Rico
  3. High Noon – Montreal
  4. Midnight – Mexico
- Symphony No. 1 (1940)
- Symphony No. 2 (1944)
- Symphony No. 3
- Symphony No. 4 (1951)
- Threnody (1938)
- Toccata (1957)
- Two Choric Dances, op.17 b (1938)

### Musica per solisti ed orchestra
- Concertino for Marimba  (1940)
- Concertino for Marimba and Band, op.21 b
- Concerto for Piano and Orchestra
- Concerto for Saxophone and Band, op.26 b
- Concerto for Saxophone and Orchestra (1941)
- Homage for viola (or cello) and string orchestra, Op. 41 (1947)
- Concerto for Accordion (fisarmonica) and Orchestra, op.75 (1960)
- Concerto No. 2 for violin and orchestra, Op. 78 (1960)
- Fantasy for accordion and orchestra, Op. 85 (1964)
- Dance Variations (1941)
- Fantasy (1942)
- Fantasy (1947)
- Poem (1945)
- Sadhana (1981)
- Symphony No. 6 — Organ Symphony (1982)

### Musica per ensemble d'ottoni/Banda
- Kalevala, Fantasy on Finnish Folk Songs for Band
- Liberty Song ‘76
- Zanoni, for Symphonic Band (1946)

### Musica per strumento solo
- Five little dances per pianoforte
- Olympia per arpa
- Prelude and Dance per fisarmonica op.69 (1957)
- Embryo Suite per fisarmonica op.96 (1968)
- Fantasy for accordion op. 85 (1964)

### Musica corale
- Here is Thy Footstool
- Prodigal
- Calamus
- Missa Solemnis
- Psalm XIII
- The bird of the wilderness
- Dance variations

### Composizioni per ensemble
- Ceremonial (1973)
- Nocturne — Soprano o Tenore e 11 strumenti

### Altre composizioni
- Fantasia (1942) per 2 pianoforti
- Suite per violino e pianoforte
- Suite per violoncello e pianoforte
- String quartet
- Suite per quartetto di sassofoni
- Meditation per marimba e pianoforte
- Fantasy per trombone e pianoforte
- Leaves of Grass
- Thou Hast Made Me Endless
- Two Motets
- Where the Mind is Without Fear
- Rumba-Tarantella for piano 4-hands (1964)